# Aelurillus atellanus
Aelurillus atellanus är en spindelart som först beskrevs av Carl Ludwig Koch 1848.  
Aelurillus atellanus ingår i släktet Aelurillus och familjen hoppspindlar. Inga underarter finns listade i Catalogue of Life.